# Tour de San Luis 2010
La 4.ª edición del Tour de San Luis se disputó entre el 18 y el 24 de enero de 2010.
Se disputaron 7 etapas, al igual que en la edición 2009, con un total de 1026 km. 
Entre los equipos participantes, Liquigas concurrió por segundo año consecutivo, pero esta vez sin su figura, Ivan Basso. El equipo español Andalucía-Cajasur concurrió por 2.ª vez y el Footon-Servetto, lo hizo por 4.ª (antes Saunier Duval y Fuji-Servetto), mientras que el Xacobeo Galicia, debutó en la ronda argentina, al igual que el equipo ruso Katusha.
Una de las novedades que presentó el Tour fue la participación del danés Michael Rasmussen dentro del equipo italiano Miche, luego de su frustrado regreso a fines de 2009 en el equipo mexicano Tecos-Trek.  
El ganador final de esta edición fue el italiano Vincenzo Nibali, del equipo Liquigas-Doimo, quién obtuvo el liderazgo en la etapa contrarreloj, para mantenerlo hasta el final y siendo el primer extranjero en conquistar el Tour de San Luis.
En las otras clasificaciones, Walter Pérez se llevó las metas sprint, el español Rafael Valls las metas montaña y por equipos el triunfo fue para el Androni Giocattoli.

## Equipos participantes
| Equipos                                   | Categoría               |
| ----------------------------------------- | ----------------------- |
| Liquigas-Doimo                            | UCI ProTeam             |
| Team Katusha                              | UCI ProTeam             |
| Footon-Servetto                           | UCI ProTeam             |
| Xacobeo Galicia                           | Profesional Continental |
| Androni Giocattoli                        | Profesional Continental |
| ISD-Neri                                  | Profesional Continental |
| Scott-Marcondes César-São José dos Campos | Profesional Continental |
| Jamis-Sutter Home                         | Continental             |
| Miche                                     | Continental             |
| Funvic-Pindamonhangaba                    | Continental             |
| Nutrixxion-Sparkasse                      | Continental             |

| Selecciones |
| ----------- |
| Alemania    |
| Argentina   |
| Chile       |
| Colombia    |
| Cuba        |
| México      |
| Uruguay     |

## Etapas
| Etapa | Fecha       | Recorrido                                | km         | Ganador           | Líder             |
| 1.ª   | 18 de enero | San Luis-Villa Mercedes                  | 168,4      | Francesco Chicchi | Francesco Chicchi |
| 2.ª   | 19 de enero | Potrero de los Funes-Mirador del Potrero | 157        | Rafael Valls      | Rafael Valls      |
| 3.ª   | 20 de enero | Fraga-Buena Esperanza                    | 199,7      | Alberto Loddo     | Rafael Valls      |
| 4.ª   | 21 de enero | San Luis-San Luis                        | 19,5 (CRI) | Vincenzo Nibali   | Vincenzo Nibali   |
| 5.ª   | 22 de enero | San Luis-La Carolina                     | 156,4      | Jackson Rodríguez | Vincenzo Nibali   |
| 6.ª   | 23 de enero | Quines-Mirador del Sol                   | 150        | Luis Ángel Mate   | Vincenzo Nibali   |
| 7.ª   | 24 de enero | San Luis-San Luis                        | 167,1      | Alberto Loddo     | Vincenzo Nibali   |

## Clasificaciones finales

### Clasificación general
| Posición | Ciclista                | Equipo                 | Tiempo      |
| -------- | ----------------------- | ---------------------- | ----------- |
|          | Vincenzo Nibali         | Liquigas-Doimo         | 25h 44' 47" |
| 2        | José Serpa              | Androni Giocattoli     | + 28"       |
| 3        | Rafael Valls            | Footon-Servetto        | + 1' 19"    |
| 4        | Ignacio Pereira         | Selección de Argentina | + 1' 37"    |
| 5        | Santiago Botero         | Selección de Colombia  | + 2' 15"    |
| 6        | Jackson Rodríguez       | Androni Giocattoli     | + 2' 15"    |
| 7        | Jorge Giacinti          | Scott-Marcondes        | + 2' 15"    |
| 8        | Michael Rasmussen       | Miche                  | + 2' 16"    |
| 9        | Arnold Alcolea          | Selección de Cuba      | + 2' 37"    |
| 10       | Carlos José Ochoa       | Androni Giocattoli     | + 3' 45"    |
| 11       | José Antonio de Segovia | Xacobeo Galicia        | + 4' 18"    |
| 12       | Luis Ángel Maté         | Androni Giocattoli     | + 4' 23"    |
| 13       | Alexandr Kolobnev       | Team Katusha           | + 4' 47"    |
| 14       | Raúl Granjel            | Selección de Cuba      | + 4' 53"    |
| 15       | Robert Kiserlovski      | Liquigas-Doimo         | + 5' 22"    |
| 16       | Manuel Vázquez Hueso    | Andalucía-CajaSur      | + 5' 46"    |
| 17       | Luca Mazzanti           | Team Katusha           | + 6' 02"    |
| 18       | Pedro Nicácio           | Funvic-Pindamonhangaba | + 6' 51"    |
| 19       | Gerardo Fernández       | Selección de Argentina | + 6' 54"    |
| 20       | Moritz Milatz           | Selección de Alemania  | + 6' 56"    |

### Clasificación de los sprints
| Posición | Ciclista        | Equipo                 | Puntos |
| -------- | --------------- | ---------------------- | ------ |
|          | Walter Pérez    | Selección de Argentina | 9      |
| 2        | Luis Mansilla   | Selección de Chile     | 7      |
| 3        | Gonzalo Garrido | Selección de Chile     | 6      |
| 4        | Emanuel Guevara | Selección de Argentina | 5      |
| 5        | Alien García    | Selección de Cuba      | 5      |

### Clasificación de la montaña
| Posición | Ciclista          | Equipo             | Puntos |
| -------- | ----------------- | ------------------ | ------ |
|          | Rafael Valls      | Footon-Servetto    | 51     |
| 2        | José Serpa        | Androni Giocattoli | 43     |
| 3        | Vincenzo Nibali   | Liquigas-Doimo     | 36     |
| 4        | Luis Ángel Maté   | Androni Giocattoli | 29     |
| 5        | Jackson Rodríguez | Androni Giocattoli | 26     |

### Clasificación por equipos
| Posición | Equipo                 | Tiempo      |
| -------- | ---------------------- | ----------- |
|          | Androni Giocattoli     | 77h 19' 43" |
| 2        | Selección de Argentina | + 8' 31"    |
| 3        | Selección de Cuba      | + 14' 13"   |
| 4        | Andalucía-CajaSur      | + 14' 54"   |
| 5        | Xacobeo Galicia        | + 16' 56"   |